# Gladys Aylward
Gladys May Aylward (chiń. upr. 艾伟德; chiń. trad. 艾偉德; pinyin Ài Wěidé, ur. 24 lutego 1902 w Londynie, zm. 3 stycznia 1970 w Tajpej) – angielska misjonarka w Chinach, założycielka chrześcijańskich wspólnot domowych w powiecie Yangcheng prowincji Shanxi i w prowincji Syczuan oraz domu dziecka na Tajwanie.

## Życiorys
Gladys May Aylward urodziła się 24 lutego 1902 roku w londyńskiej dzielnicy Edmonton, w ubogiej rodzinie listonosza. Jej rodzicami byli Thomas John Aylward i Rosina Florence z domu Whiskin. Miała brata Laurence i siostrę Violet. Po ukończeniu szkoły podstawowej pracowała jako pokojówka. W wieku 25 lat, słysząc kazanie jakiegoś kaznodziei o misjach w Chinach odczuła, iż Bóg powołuje ją do tego. W efekcie wstąpiła do szkoły misyjnej prowadzonej przez China Inland Mission. Po ukończeniu wstępnego, trzymiesięcznego kursu dla początkujących misjonarzy, nie przyjęto jej na dalsze szkolenia z powodu słabych wyników w nauce, przede wszystkim uznając ją za niezdolną do nauczenia się języków chińskich.
Zaproponowano jej tam w zamian pracę pokojówki u małżeństwa misjonarzy, którzy właśnie wrócili z Chin, a oni podtrzymali jej zainteresowania. Następnie służyła w chrześcijańskiej „misji ratunkowej” w Swansea, portowym mieście w Walii, której zadaniem było odnajdywanie nocą na ulicach bezdomnych dziewcząt przybyłych ze wsi i udzielanie im noclegu. Po krótkim czasie Gladys odczuła silne przynaglenie do wyjazdu do Chin i postanowiła, iż uczyni to na własną rękę. Wróciła do Londynu i otrzymała pracę pokojówki u dawnego podróżnika po Azji, Francisa Younghusbanda. Tam czytała jego książki o Chinach, a po odłożeniu pieniędzy na najtańszy bilet wyjechała w 1930 roku, aby służyć pomocą starszej angielskiej misjonarce Jeannie Lawson.
Gladys Aylward spędziła siedemnaście lat w Chinach, mieszkając większość czasu w mieście Yangcheng, obecnie leżącym w granicach administracyjnych Jincheng, stolicy powiatu Yangcheng w prowincji Shanxi. Następnie przez kilka lat prowadziła misje w prowincji Syczuan i krótko w Tybecie. W 1936 roku otrzymała obywatelstwo chińskie. W 1948 roku, z powodu złego stanu zdrowia, powróciła do Wielkiej Brytanii, gdzie przez dziesięć lat ewangelizowała i popularyzowała temat misji w Chinach. Następnie wyjechała na Tajwan, gdzie pozostawała misjonarką aż do śmierci 3 stycznia 1970 roku w Tajpej. Chińczycy przekształcając jej nazwisko, nazywali ją Ai Weide, czyli Jedna Cnotliwa.

## Misja

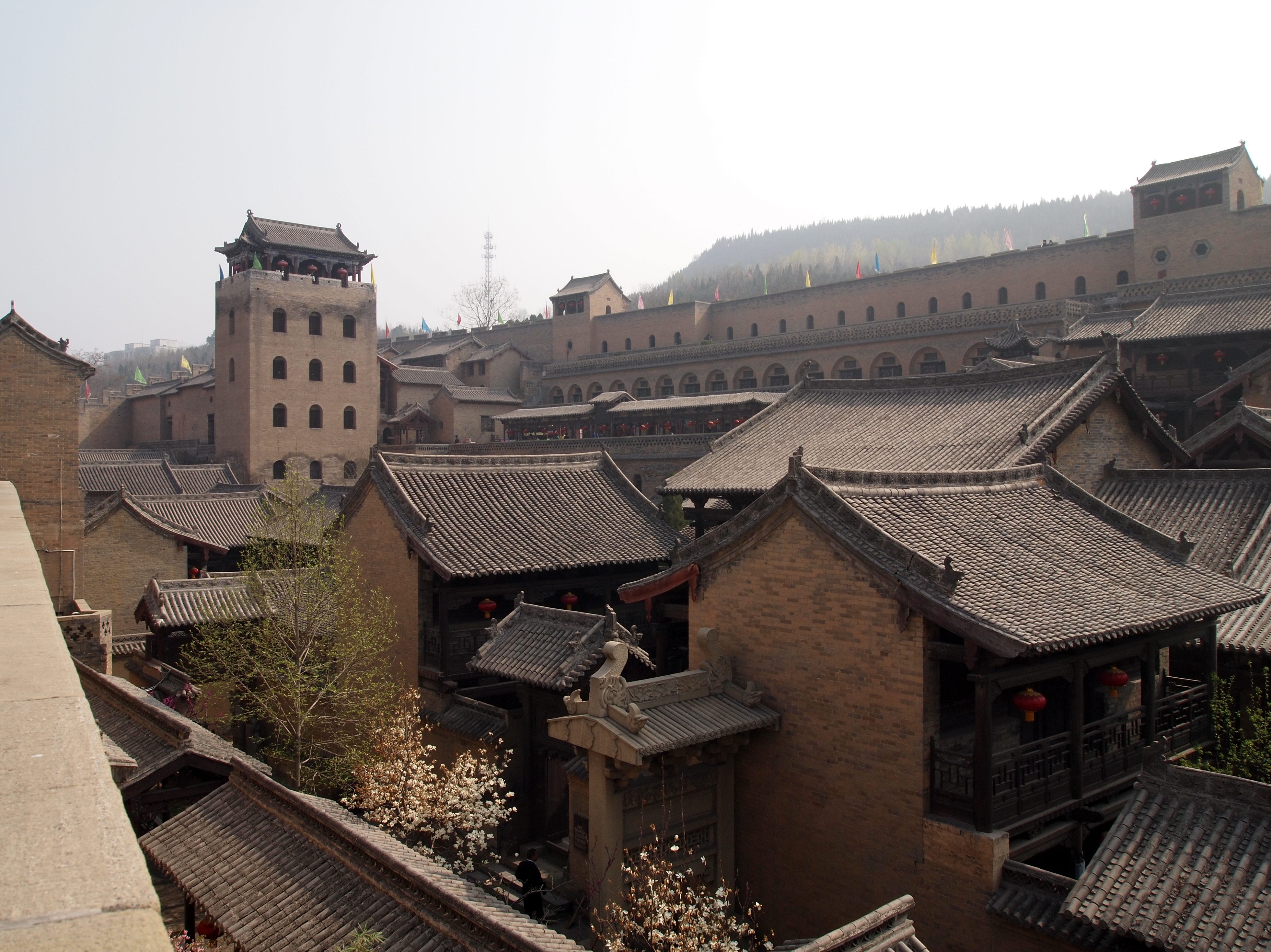
Yangcheng, stare miasto, w którym prowadziła misje Gladys Aylward

Gdy Gladys Aylward przybyła do Yangcheng, pod koniec 1930 roku, nie było w tym powiecie ani jednego chrześcijanina poza Jeannie Lawson. Aby mieć okazję do głoszenia Ewangelii, założyły one w swym domu gospodę dla karawan mułów podróżujących przez tę górską krainę. Nazwały ją Gospoda Ośmiu Szczęśliwości (ang. the Inn of Eight Happinesses; chiń. trad. 八福客栈; pinyin Bāfú Kèzhàn: miłość, cnota, łagodność, tolerancja, lojalność, prawda, piękno i pobożność). Wkrótce zaczęło to przynosić rezultaty.
Po śmierci Jeannie Lawson w 1931 roku, mandaryn zarządzający powiatem mianował Gladys „inspektorem stóp”. Jej zadaniem było objeżdżanie wszystkich wiosek, aby zrealizować ustawę rządu Republiki Chińskiej zakazującej zwyczaju krępowania stóp dziewczynkom, celem ich deformacji. Przy tej okazji wszędzie nauczała opowieści biblijnych i głosiła kerygmat ewangeliczny, dzięki czemu w wielu wioskach niektórzy mieszkańcy przyjmowali chrześcijaństwo i powstawały lokalne wspólnoty. Szybko też opanowała biegle miejscową odmianę języka chińskiego.
Ponieważ nawet nienawróceni Chińczycy wierzyli, iż jest z nią „żywy Bóg”, została wkrótce poproszona, aby uśmierzyć zamieszki, które wybuchły w miejscowym więzieniu. Strażnicy uciekli, więźniowie zaczęli mordować jedni drugich, a wezwani na pomoc żołnierze bali się wejść. Gladys Aylward weszła sama na dziedziniec więzienia, nakazała więźniom natychmiast rzucić broń, uspokoić się i ustawić w szeregu, a oni to uczynili. Wówczas jeden z więźniów, buddyjski mnich Feng, nazwał ją po raz pierwszy Ai Weide. Później przekonała naczelnika więzienia, aby poprawić warunki życia więźniów i dać im pracę.
Prowadząc dalej gospodę z nowymi, nawróconymi pomocnikami, Gladys zaczęła przygarniać sieroty i dzieci sprzedawane przez handlarzy-przestępców. Po kilku latach wychowywała około dwustu dzieci. Gdy w 1938 roku japońscy agresorzy dotarli do Shanxi, ukrywała się z dziećmi w górach. Znając doskonale teren była równocześnie wywiadowcą dla operujących tam partyzantów chińskich, których dowódcą był ksiądz katolicki „Generał Ley” . Japończycy rozesłali listy gończe, obiecując wysoką nagrodę za jej ujęcie. W obawie o dzieci przeprowadziła je w 1940 roku na zachód trudnym szlakiem przez góry do nieokupowanej prowincji Shaanxi. Wielodniowy marsz i wcześniejsze trudy całkowicie wyczerpały jej organizm, tak że była bliska śmierci. Ostatnim sukcesem jej pracy misyjnej w Yangcheng było publiczne ogłoszenie mieszkańcom przed ewakuacją, przez mandaryna, iż za jej przykładem pragnie on zostać chrześcijaninem.
Po kilkumiesięcznej rekonwalescencji Gladys Aylward kontynuowała działalność ewangelizacyjną, zakładając wspólnoty w miejscowościach prowincji Syczuan i pracując w osadzie dla trędowatych . Głosiła też Ewangelię pięciuset lamom w klasztorze buddyjskim w Tybecie, z których niektórzy zostali chrześcijanami. Ciągle jednak cierpiąc, zwłaszcza na skutek pobicia przez żołnierza japońskiego, wróciła do Londynu. Po kilku latach zapragnęła ponowić pracę misyjną w Chinach. Ponieważ władze komunistyczne odmawiały jej prawa powrotu do dawnej placówki, przybyła na Tajwan, gdzie założyła i prowadziła dom dziecka dla około dwustu wychowanków, the Aiweide Children's Home.

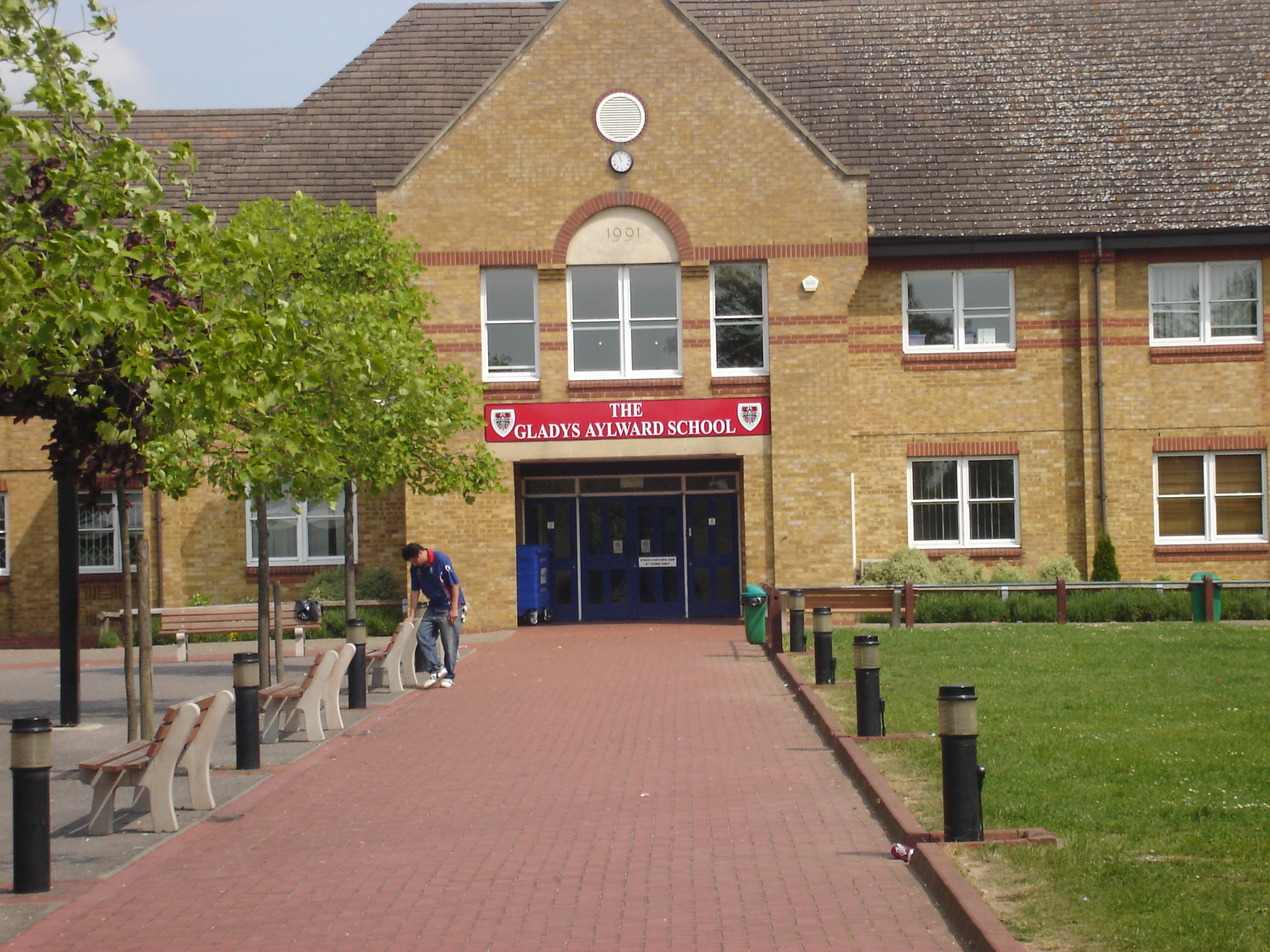
The Gladys Aylward School

W 1972 roku nadano jej imię szkole średniej w Edmonton, The Gladys Aylward School, obecnie Aylward Academy. Po 2000 roku, gdy zmniejszyły się prześladowania chrześcijaństwa w Chinach kontynentalnych, pracownicy Uniwersytetu Zhengzhou zaczęli odnajdywać ślady działalności misyjnej Ai Weide. Obecnie nadal w powiecie Yangcheng są chrześcijanie gromadzący się na modlitwę w grupach domowych. W 2008 roku władze ChRL podjęły decyzję o restauracji Gospody Ośmiu Szczęśliwości, jako pamiątki kultury.

## Bohaterka
Gladys Aylward jest bohaterką literacką i filmową. Stała się sławna w świecie za sprawą reportażu amerykańskiego korespondenta wojennego, zamieszczonego w tygodniku „Time” w 1939 roku. Opisano w nim jej działalność misyjną, opiekę nad sierotami i pomoc wojskom chińskim. W 1950 roku ukazała się pierwsza książka biograficzna na podstawie jej własnej relacji. W 1957 roku brytyjski biograf Alan Burgess opublikował o niej książkę „The Small Woman” („Mała kobieta”, tytuł jest aluzją do tego, iż miała 150 cm wzrostu). W późniejszych latach wydano jeszcze siedem biografii Ai Weide, z których jedna, „Gladys Aylward: The Adventure of a Lifetime”, została przetłumaczona na polski .
Na podstawie książki Alana Burgessa w 1958 nakręcono film fabularny Gospoda Szóstego Dobrodziejstwa, w którym rolę Ai Weide zagrała Ingrid Bergman. W filmie tym Gladys nosi zmienione chińskie nazwisko Jen-Ai (chiń. 真爱; pinyin Zhēn Ài), czyli Prawdziwa Miłość. Scenariusz odbiega jednak od jej prawdziwego życia, m.in. zmieniając powody wyjazdu na misje, znacznie łagodząc niebezpieczne przeżycia podczas przejazdu przez Związek Radziecki i wprowadzając porzucenie sierot oraz fikcyjny wątek miłosny, co Gladys Aylward wówczas oburzyło, gdyż uznała, że film zniszczył jej reputację.
W 2008 roku powstał film dokumentalny „Gladys Aylward, the Small Woman with a Great God” („Gladys Aylward, Mała Kobieta z Wielkim Bogiem”) oraz film animowany dla dzieci „The Gladys Aylward Story” („Historia Gladys Aylward”) w serii „The Torchlighters: Heroes of the Faith” („Niosący pochodnie: Bohaterowie Wiary”).